# Шигаев, Максим Григорьевич
Макси́м Григо́рьевич Шига́ев (1736 — 10 января 1775) — яицкий казак, участник восстаний 1772 года и Крестьянской войны 1773—1775 годов под предводительством Е. И. Пугачева, любимец последнего. Член «Военной коллегии» и судья.

## Биография
Шигаев был активным участником вспыхнувшего на Яике 13 января 1772 г. восстания казаков «мятежной» стороны. В конце января он возглавил делегацию, посланную предводителями восстания в Петербург с челобитной, адресованной Екатерине II. В ней перечислялись обиды, причинённые в течение многих лет казакам войсковыми старшинами и администрацией, излагались обстоятельства стихийно вспыхнувшего в Яицком городке мятежа и оправдывались действия восставших. Делегация была выслушана на заседании Военной коллегии, после чего в полном составе заключена в Петропавловскую крепость, где содержалась более четырёх месяцев. В июне 1772 г., вскоре после подавления восстания на Яике, Шигаева и его товарищей отконвоировали из столицы в Оренбург. В Оренбургском остроге они около года провели в тюрьме вместе с содержавшимися там предводителями и видными участниками восстания. Дознание над ними производилось в следственной комиссии, возглавлявшейся полковником В. В. Нероновым. Согласившись с мнением комиссии, Военная коллегия сочла возможным его помиловать, учтя, в частности, что во время восстания он защитил от мести капитана гвардии Дурново, командира карательного отряда, прибывшего вместе с генералом Траубенбергом: в первый день восстания Шигаев уговорил казаков не убивать тяжелораненого капитана.
В 1773 году Максим Шигаев стал одним из первых яицких казаков, «признавших» в беглом донском казаке Емельяне Пугачёве царя «Петра Федоровича». С 17 сентября Шигаев находился в рядах повстанческого войска, участвовал во взятии прияицких крепостей и в осаде Оренбурга. Произведенный в полковники, вошел в круг ближайших пугачевских помощников и советников. В Сакмарском городке Шигаев поручился перед Пугачёвым за перебежчика Хлопушу, так как знал его по совместному пребыванию в остроге. Будучи одним из главных сподвижников Пугачёва, Шигаев получил от него титул «графа Воронцова». Входил в состав созданной в середине ноября 1773 повстанческой «Военной коллегии» . В Военной коллегии Пугачев назначил его на пост одного из четырёх судей. И хотя формально он был назван вторым (после А. И. Витошнова), но, как свидетельствовал секретарь М. Д. Горшков, поскольку Шигаев был «замысловатее» других и «любимее больше Пугачевым», то они «следовали больше его советам», и все, включая коллежских секретарей, «слушивались больше его». Это подтвердил и другой секретарь, И. Я. Почиталин, при допросе показавший, что Пугачев, учредив Военную коллегию, назначил в неё «главным членом» Шигаева — выше Витошнова, Творогова и Скобычкина.
По службе в Военной коллегии Шигаев занимался главным образом «интендантскими» делами, обеспечением войска оружием, боеприпасами, провиантом, фуражом, деньгами. Руководил крупными соединениями пугачёвцев, командовал осадой Оренбурга в периоды отъезда Пугачёва в Яицкий городок. Под его командованием пугачёвцы одержали убедительную победу над войсками оренбургского гарнизона в бою 13 января 1774 года вблизи Бердской слободы.
2 апреля 1774 года, после поражения, нанесённого князем П. М. Голицыным близ Сакмарского городка, Шигаев, спасаясь от погони, бежал с пятью казаками в Илецкий городок, где неделю спустя был схвачен, а вскоре доставлен в Оренбург. Оттуда отконвоирован в Москву, где производилось генеральное следствие над Пугачёвым и его сподвижниками.
По приговору от 9 января 1775 года он вместе с Е. И. Пугачёвым, А. П. Перфильевым, Чикой-Зарубиным, Т. И. Подуровым и В. И. Торновым был осуждён на смертную казнь. Повешен 10 января в городе Москве.